# 三菱一号館
三菱一号館（みつびしいちごうかん）は、1894年（明治27年）、東京市麹町区八重洲一丁目（現在の東京都千代田区丸の内内）に建設された洋風事務所建築で、煉瓦造の建物内に銀行や商社、郵便局が入居していた。1968年（昭和43年）老朽化のため三菱地所が解体したが、2009年（平成21年）同社により美術館として復元された。

## 名称の変遷
旧建物（貸事務所）の竣工時の呼称は第1号館であったが、「三菱」をつけて三菱第1号館、三菱1号館とも呼ばれた。1918年に東9号館と改称された後は、「三菱」をつけて三菱東9号館、三菱旧1号館とも呼ばれた。一方、2009年に建てられた現建物（美術館）の呼称は三菱1号館である。

## 三菱1号館（1894年 - 1968年）

### 建築概要
三菱が丸の内に建設した最初の洋風貸事務所建築である。明治政府の建築顧問であったジョサイア・コンドルによりイギリス・クイーンアン様式（en）の煉瓦造の建築として設計された。コンドルは1891年の濃尾地震の被害を視察しており、耐震性を考慮した設計を施している。具体的には、杭基礎とコンクリート布基礎を組み合わせた基礎構造、鉄骨梁と波形鉄板にコンクリートを打った床構造、帯鉄で補強した煉瓦壁などである。
建設は曽禰達蔵現場主任があたり、直営工事による施工がなされた。1894年当時、洋風事務所建築は横浜や神戸の外国人居留地などにも建てられたが２階建の小規模のものが多く、本建物は異例の大型建築だった。その後、鉄筋コンクリート造りが主流となり、事務所建築は収益性の向上を求めて更に大型化した。
平面計画では玄関・階段・便所などを共用とせずテナントごとにこれをおく棟割長屋の間取りを持つことを特徴とした。このような間取りが採用された理由としては、事務所といえど建物を自分だけで占有にしたいという当時の入居者の価値観があったとされる。
竣工当初においては、三菱合資会社本社、第百十九国立銀行（後の三菱合資会社銀行部、三菱銀行）本店、高田商会が設けられたほか、貸事務所として坪1円から1円50銭で貸し出されたとされる。このほか、郵便局「丸ノ内郵便電信局」が1902年（明治35年）11月より三菱合資会社の無償提供で本建物内一室に設けられていた。
建物名について、三菱村の建物は当初、建てられた順に「第1号館」「第2号館」などと館名がつけられていた（日本で建物を第（数字）号館などと称したのはこれが嚆矢である）。しかし、建物が増えるにつれ、これら館名と地番だけでは不便になったため、三菱合資会社では1918年（大正7年）3月より「地画制」を実施することとし、同社により丸の内東通りと命名された通りに面した本建物は「東9号館」と改称された。

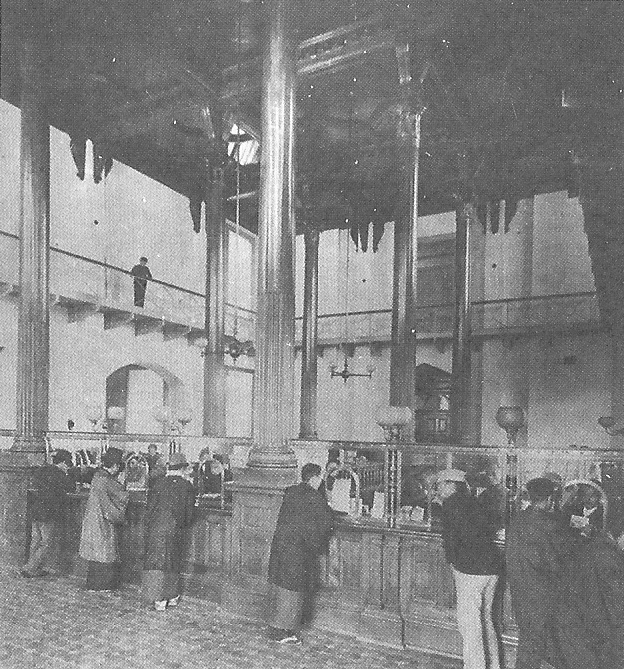
1894年（明治27年）ごろの「第1号館」の銀行営業室
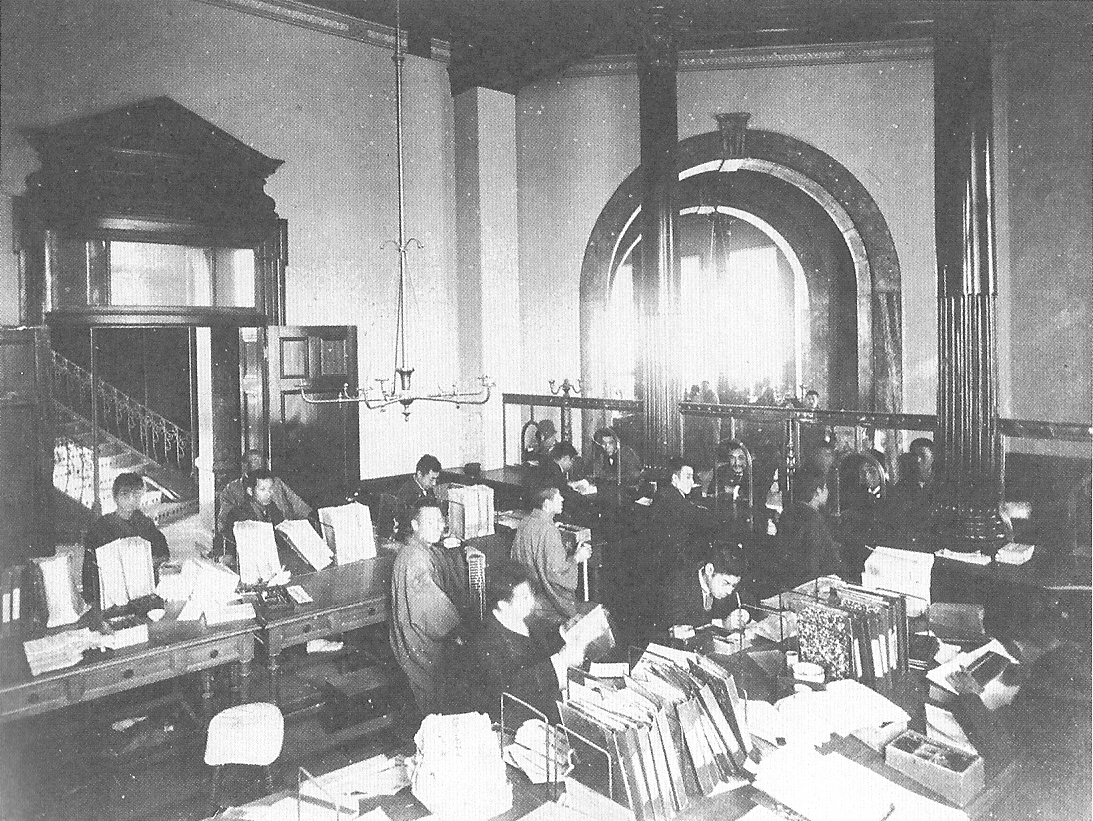
「第1号館」の銀行営業室における執務風景
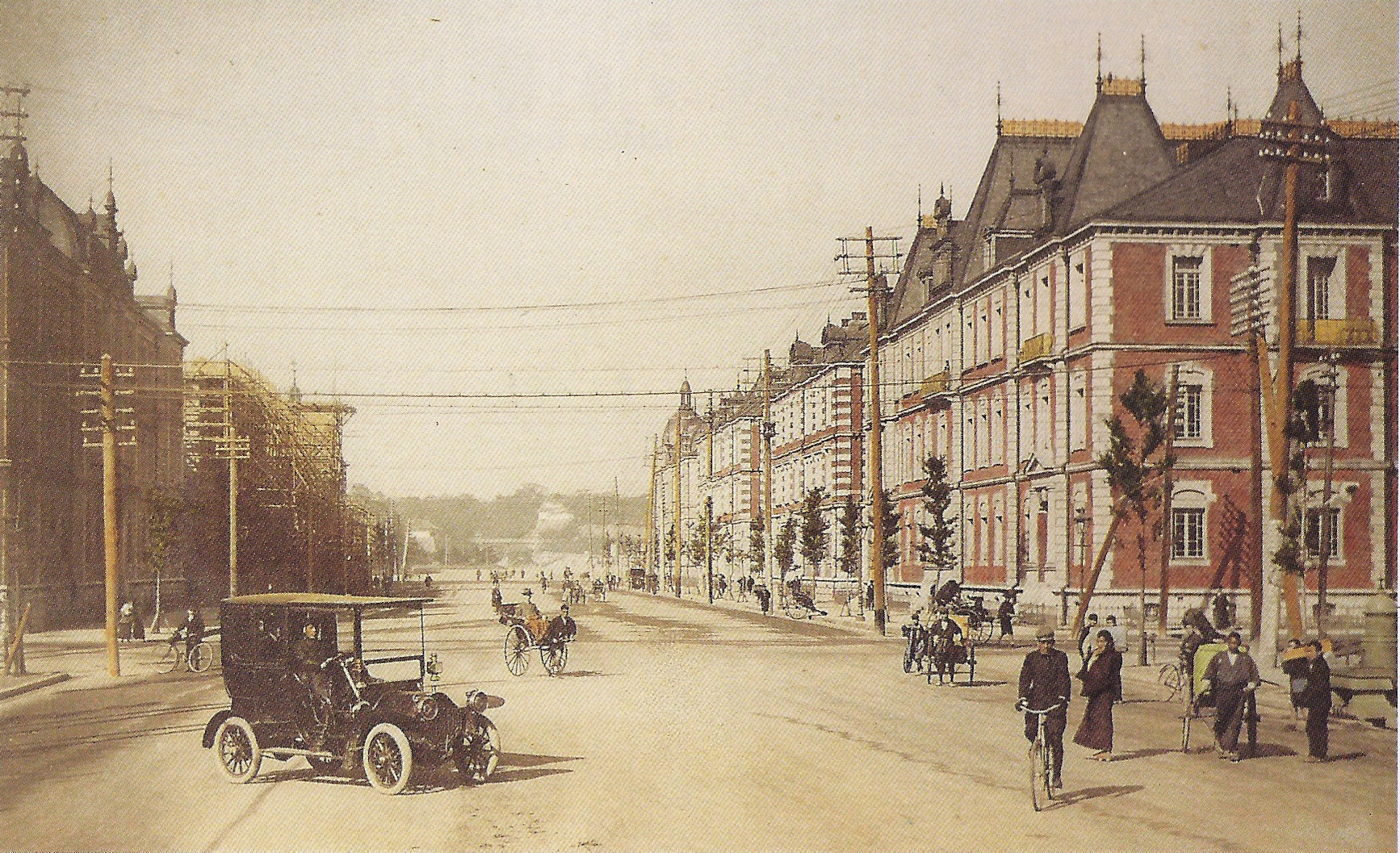
1909年（明治42年）ごろの「一丁倫敦」風景 一番手前右は「第1号館」

### 沿革

#### 建設の経緯
丸の内の土地が三菱に払い下げられた後、三菱の建築部門として「丸ノ内建築所」が設けられ（設けられた年月について『丸の内百年のあゆみ：三菱地所社史』によれば、明治23年9月ごろではないかとしながらも正確な年月は不明だとしている）、後の丸ノ内八重洲ビルヂングが建つ敷地に事務所を構えた。
そうして1892年（明治25年）1月に着工、約2年半後の1894年（明治27年）6月30日に竣工し、同日付で三菱が麹町区区長宛に「家屋新築落成届」を提出した。なお、竣工年月日については、1894年（明治27年）12月31日とする文献（1968年5月の建築雑誌など）もある。
1906年（明治39年）3月には隣接の敷地に煉瓦造の人力車置場が建てられ、後に「東9号館西寄別館」となった。さらに1910年（明治43年）8月には鉄骨煉瓦造の三菱本社食堂が建てられ、これは後に「東9号館東寄別館」となった。

#### 解体の経緯と前史
「第1号館」の竣工を契機として、丸の内には軒高と意匠の整えられた煉瓦造の建物が続々と立ち並び、1900年代末期には一丁倫敦と称される街並みを形成するまでに至った。
しかし、耐震性に難のある煉瓦建築は関東大震災で甚大な被害を被り、耐震性や土地の利用効率に優れる明治生命館などの合理的なアメリカ式オフィスビルへの建て替えが進んだ。
第二次世界大戦で日本が敗戦したのちの1946年（昭和21年）4月には東寄別館を占領軍が接収し、1956年（昭和31年）2月解かれるまで隣接するもと丸ノ内八重洲ビルヂングにして八重洲ホテルの従業員宿舎として供された。
一丁倫敦の取り壊しはアメリカの大銀行、ファーストナショナルシティバンクニューヨークの発言が引き金になったという。赤煉瓦街の一部を取り壊して新築ビルを提供しようと交渉した三菱地所に対し、一帯の景観はニューヨークのハーレムを連想し、一流銀行にふさわしくないと回答した。
こうして三菱地所による再開発事業「丸ノ内総合改造計画」が生まれ、高度経済成長の1959年（昭和34年）の「千代田ビルヂング」の着工を皮切りに、赤煉瓦街は急速に姿を消していった。
1960年代後半になると、「東9号館」（当時の通称は三菱旧1号館）は一丁倫敦の面影を残す数少ない建物となっていた。特に同館は東京の近代的都市計画の出発点、初期の近代的事務所建築として歴史的価値があり、当初の形をよく保存した明治時代の洋風建築として文化的価値も高く、研究者の間では日本銀行本店、旧赤坂離宮（迎賓館）と並ぶ「明治の三大建築物」に挙げられていた。
明治時代の優れた建築物などを文化財に指定することを要望する旨、日本建築学会が1960年（昭和35年）10月24日付で文部大臣及び文化財保護委員会委員長代理宛てに提出した「明治建築の保存に関する建議書」においても、本建物は文中に例としてあげられていた。
一方、同館を所有する三菱地所では、オフィス需要の急伸に伴い同館を含む区画の立て替えが検討されていた。そのため同社は上述の東西別館を1967年（昭和42年）4月それぞれ取り壊して用地にあてることとした。

#### 重要文化財指定の申し入れと抜き打ちの取壊し
1967年（昭和42年）9月に文部省文化財保護委員会は三菱地所に対し文化財指定の申し入れを行い、三菱地所は無断で取り壊すことはしない旨を示したため、文化財指定は見送られた。しかしその後、文化財保護委員会は文化財保護法の強制指定の適応を検討していたが、三菱地所は1968年（昭和43年）3月21日に解体工事を開始する旨、一方的に文化財保護委員会宛てに通告した後、突如その翌日の同年3月22日夜間に足場を架設し、丸の内地区の人通りが少なくなる土曜日の同年3月23日を選んで解体工事を強行した。
この三菱地所が解体工事を強行した理由について、2010年1月号の「建築雑誌」によれば、三菱地所のある役員は、1968年当時の三菱地所で解体工事を発注する立場にあった社長より、丸の内の企業とその連結企業の売り上げは日本のGDPの20パーセント程度であり、企業活動の場を多く提供することが丸の内の使命であったことから、また、現在のような都市計画上の支援制度などもなかったため「東9号館」を解体することになったなどと説明を受けた、としている。役員自身も、当時の保存要望に応じられなかった理由は、丸の内の社会的状況と制度の問題だったと思う旨発言している。

なお、この1968年当時の「制度の問題」について、建築史家の太田博太郎によれば
「後ろに高い建物を建てれば、もし面積的に損であるというのならば、何か特例を東京都にかけあって設けてもらうとか、そういう運動ならいくらでもするからと言ったんだけど」太田博太郎 『建築史の先達たち』 彰国社
とも記されている。
一方、三菱地所発行の社史『丸の内百年のあゆみ：三菱地所社史』によれば、申し入れを受けた三菱地所が「東9号館」の耐久性の調査を行った結果、不同沈下により外壁に亀裂を生じるなど耐力的に限界であることが再三確認され、さらに敷地に隣接した地下トンネル（横須賀線）工事による地盤変化で倒壊の恐れさえあり、危険であることなどが解体の理由であると記されている。

#### 解体工事強行後
三菱地所が解体工事を強行した後も、日本建築学会は1968年3月25日に工事中止の上、保存について協議するよう三菱地所に申し入れ、文化財保護委員会には保護措置をとるよう要請。同学会は同年3月26日付にて解体工事を即時中止するよう三菱地所へ申し入れ書「三菱旧一号館解体作業の即時中止と保存法に関する申し入れ」を提出し学会の意向を伝え、同日付で灘尾弘吉文部大臣・稲田清助文化財保護委員会委員長あてに強制的に文化財指定を適用するよう要望書「三菱旧一号館解体作業の即時中止と保存に関する要望書」を提出。
1968年4月2日には日本建築学会において三菱地所の文化財建造物課長も出席し協議が行われたものの、三菱地所が意向を変えることは無く、文化財保護委員会も所有者の承諾を得ない文化財指定の適応に難色を示したため、結果として「移築保存のため」と称し、一部の解体材を開東閣へ送り保管の上解体された。三菱地所がこの移築を実現させることは無く、1974年（昭和49年）にその殆どの保管部材が廃棄された。跡地には地下4階・地上15階建の「三菱商事ビルヂング」が1971年に竣工した。

## 三菱一号館（2009年）

### 建築概要
現在の「三菱一号館」は、1894年に建てられた「第1号館」を復元した煉瓦造の建築物である。設計は三菱地所設計、施工は竹中工務店によりそれぞれなされ、同社資料によれば、当初設計図の内残存していた22枚・解体時実測図・内外装写真・保管部材・明治期の建築雑誌などの資料を基に設計した。資料の欠損した部分はコンドル設計の他事例や同時期の建築から推定するなどした。入手不可能な材質は外観を似せた代替材を用いるなどして、当初の外装・構造・材質を可能な限り再現した。内装については資料が残存していた玄関・廊下などの共用部分および旧銀行営業室を再現した。また1968年に解体された「東9号館」の保管部材についても一部を再利用・展示しているとしている。
しかし一方で同資料によれば工期の問題や材料の入手性、資料の欠損などにより再現しなかった点も多数あるとしており、一例として、赤煉瓦230万個は当時に近い製法で製造したとしながらも、中華人民共和国製を用いたとしている。同資料によればこのほかにも改変部分は多数あり、一例として美術館として利用するためエレベーター・衛生器具・空調・電気設備・開口部が追加されるなどしたほか、現在の建築基準法に適合させるため当初の布基礎および松杭部分は復元されず、免震構造の基礎とし、避難階段・廊下が追加された間取りとなっている。さらに千代田区の地区計画によりセットバックさせた位置への建設となったため、「第1号館」とはおよそ1.6メートルずれた位置に建つ。

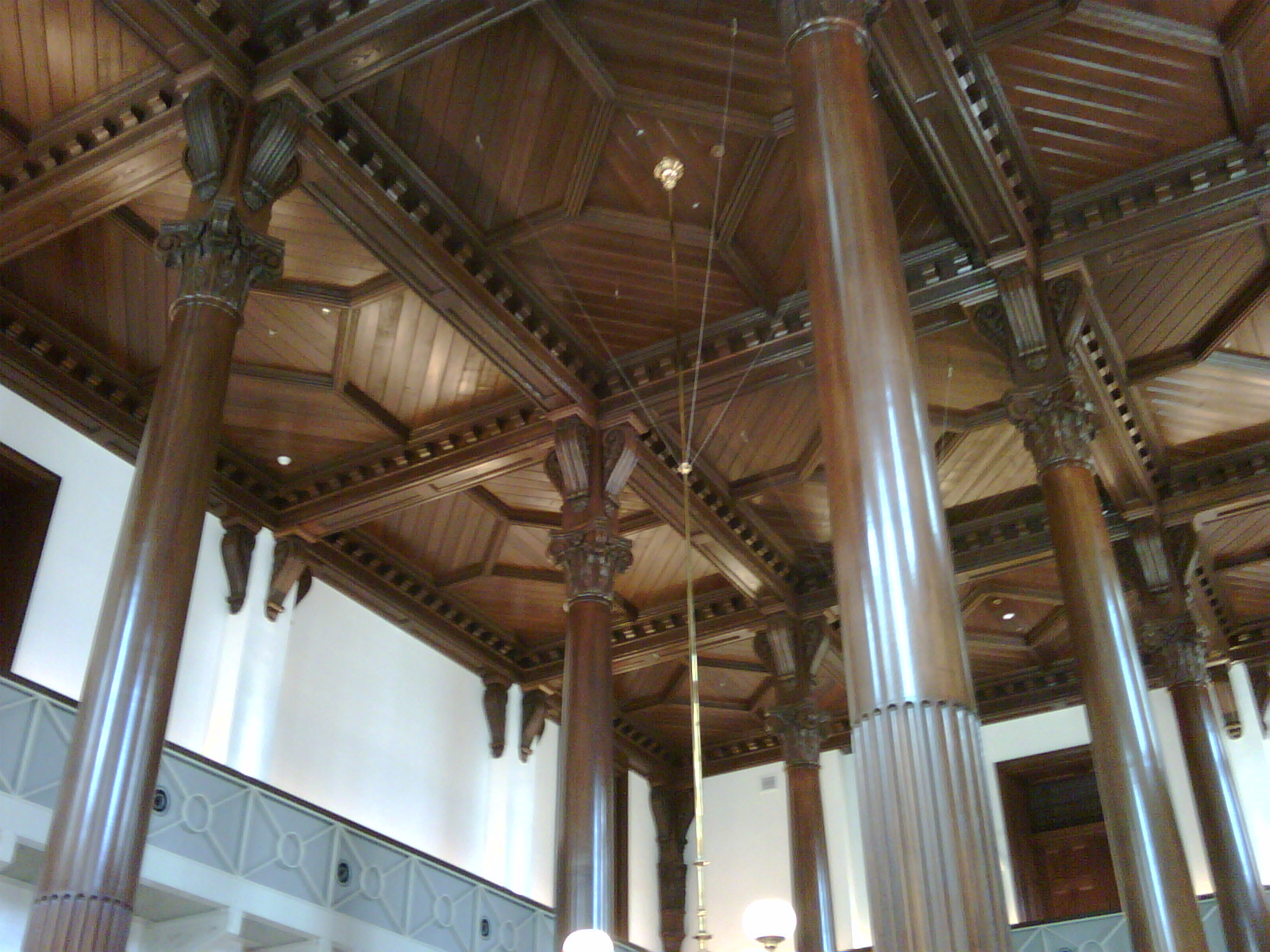
「三菱一号館」に再現された銀行営業室
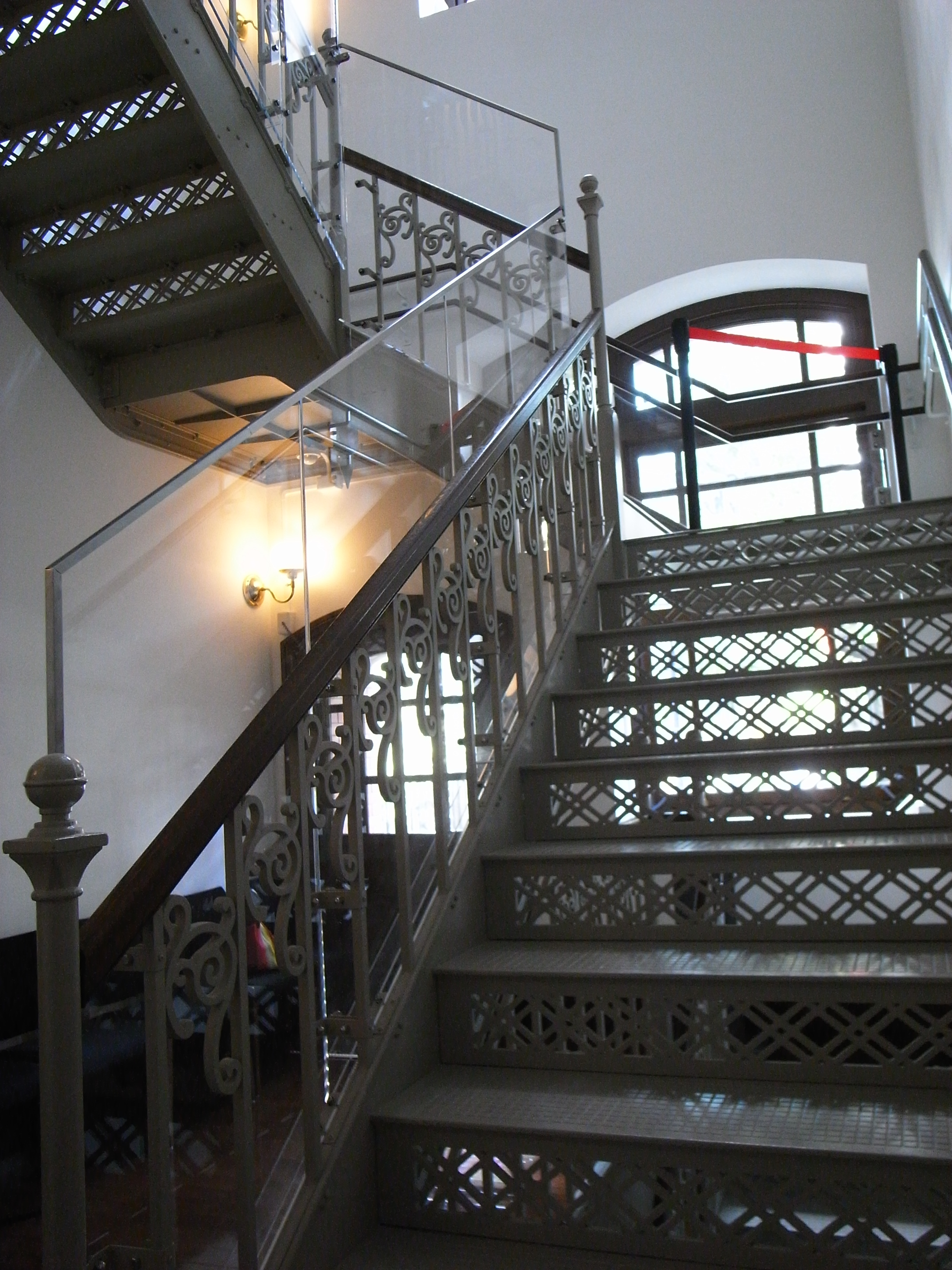
「三菱一号館」に再現された階段

### 再建の経緯
東9号館の解体後30年以上が経過した2004年、三菱地所は同社が進める「丸の内再構築」の第2ステージ第1弾として、「丸ノ内八重洲ビルヂング」（1928年竣工）・「古河ビルヂング」（1965年竣工）・「三菱商事ビルヂング」（1971年竣工）3棟の区画を再開発し、その一角に超高層ビル（丸の内パークビルディング）の建設とあわせて三菱一号館を復元する「三菱商事ビル・古河ビル・丸ノ内八重洲ビル建替計画」を発表。
2006年、同3棟の解体工事が開始され、丸の内パークビルディングが2007年（平成19年）2月5日に着工された後、同年10月に着工、2009年（平成21年）4月30日、「丸ノ内八重洲ビルヂング」の外壁保存部分を持つ丸の内パークビルディングとともに竣工した。その後、三菱地所運営の企業博物館「三菱一号館美術館」は竣工記念展などが催された後、2010年4月6日に正式開館した。

### ジョサイア・コンドル設計による「丸の内美術館」計画との関連
三菱地所は2010年8月24日から同年11月3日迄催された開館記念展の名称を「三菱が夢見た美術館」と称しており、さらに同記念展を紹介するウェブページにおいては、かねてより三菱には丸の内に美術館や劇場を作る計画があり、ジョサイア・コンドルよる二階建ての美術館計画の図面があるなどと紹介している。これについて、三菱地所が三菱一号館を美術館として利用することを決定したのは、着工の直前になってのことであり、三菱一号館の再建は当初より美術館として利用するために計画されたものではない。

### 容積率ボーナス
三菱地所は当初、三菱一号館を復元することについて、歴史的建造物の保存としての容積率割増を受ける狙いであった。一方、東京都や千代田区はレプリカの三菱一号館を再建することに対し、歴史的建造物としてはもとより、このほかの容積率割増についても一切認めない方針であった。しかし、三菱地所が交渉した結果、歴史的建造物としては認められなかったものの、文化施設としての都市再生特別地区を根拠とする100パーセントの容積率割増が認められ、三菱地所はこの分を隣接する丸の内パークビルディングに積み増しした。

### 建築の評価と問題点
本建物及びその再開発行為の是非、歴史的経緯などは日本建築学会の機関紙である「建築雑誌」の2010年1月号で特集が組まれるなど、議論を巻き起こした。

#### 丸ノ内八重洲ビルヂングの解体

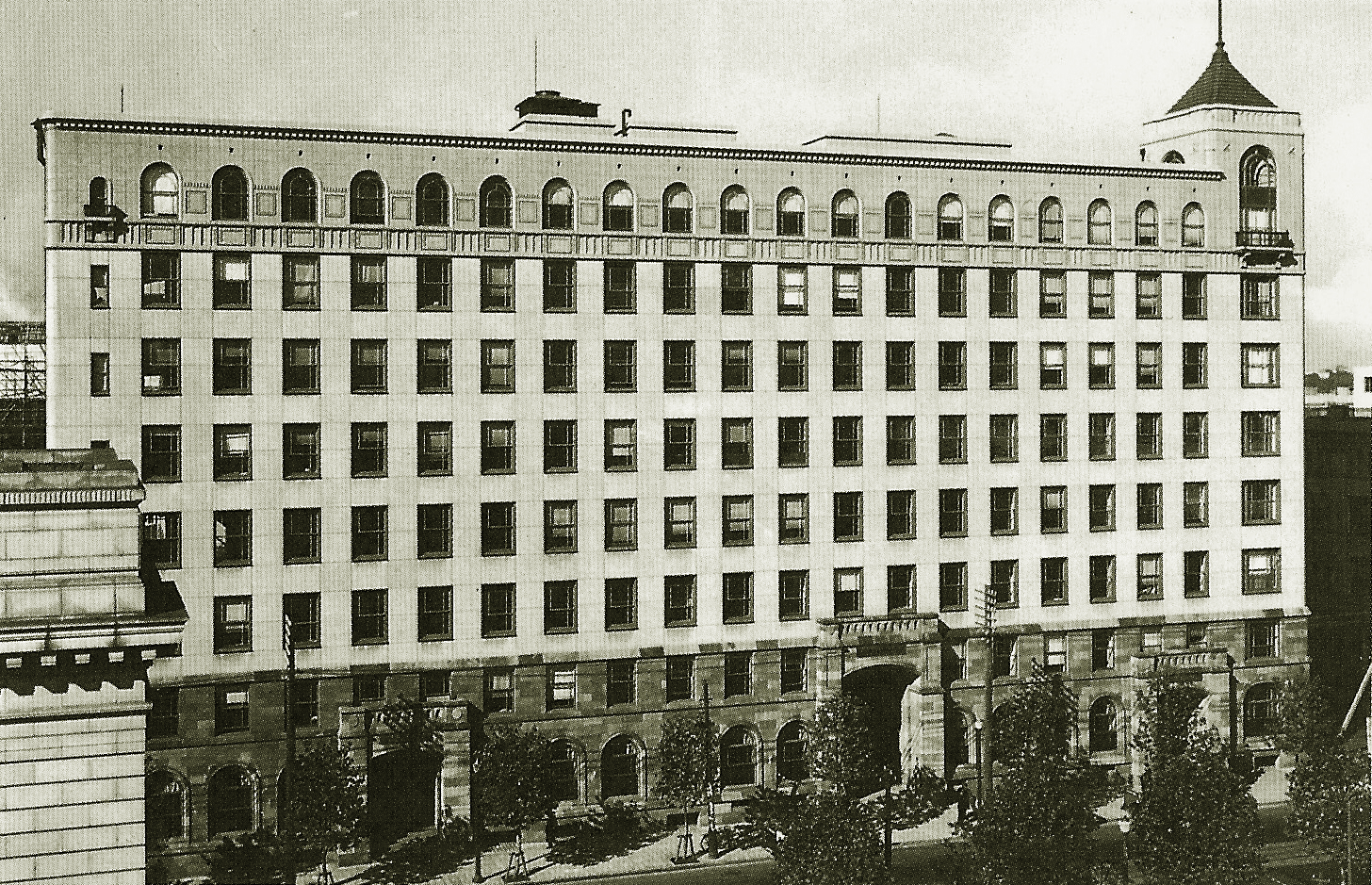
丸ノ内八重洲ビルヂング（旧称：八重洲ビルヂング）

三菱一号館・丸の内パークビルディングを建設する再開発に伴い解体された3棟の内、「丸ノ内八重洲ビルヂング」は（旧）三菱一号館に隣接して1926年（大正15年）に着工、1928年（昭和3年）に竣工した昭和初期の近代建築であり、80年近くを経て現存していた本物の歴史的建造物を解体し、その跡地に三菱一号館が再建される結果となった。このことについて、三菱地所を非難する意見がある。なお、日本建築家協会は2005年に「丸ノ内八重洲ビルヂング」の保存要望書を同社に提出していたが、同社はこれを聞き入れなかった。

## 年表
- 1892年（明治25年）1月 - 「第1号館」着工。
- 1894年（明治27年） - 「第1号館」竣工。
- 1918年（大正7年） - 「第1号館」は「東9号館」に改称。
- 1928年（昭和3年） - 隣接の地に「八重洲ビルヂング」（1962年〈昭和37年〉年「丸ノ内八重洲ビルヂング」と改称）竣工。
- 1960年（昭和35年） - 日本建築学会は文部大臣及び文化財保護委員会委員長代理宛に「明治建築の保存に関する建議書」を提出（同建議書には「東9号館」も例示されていた）。
- 1967年（昭和42年） - 文部省文化財保護委員会は三菱地所に対し「東9号館」の文化財指定を申し入れ、これに対し三菱地所は無断で取り壊さない旨回答。
- 1968年（昭和43年）
  - 3月21日 - 三菱地所は「東9号館」の解体工事を開始する旨一方的に文化財保護委員会宛てに通告。
  - 3月22日 - 三菱地所は「東9号館」の解体工事を夜間に準備。
  - 3月23日 - 三菱地所は「東9号館」の解体工事を強行、三菱地所は解体材の一部を移築保存に向け保管部材として保存。
  - 3月26日 - 日本建築学会は文部大臣・文化財保護委員会委員長宛てに「三菱旧一号館解体作業の即時中止と保存に関する要望書」、三菱地所に「三菱旧一号館解体作業の即時中止と保存法に関する申し入れ」をそれぞれ提出。
  - 4月2日 - 日本建築学会において協議開催、三菱地所側担当者などが出席。
- 1974年（昭和49年） - 保管部材の大半が廃棄処分される。
- 2004年（平成16年） - 三菱地所は丸の内2-1地区において「丸ノ内八重洲ビルヂング」・「古河ビルヂング」・「三菱商事ビルヂング」を再開発し、超高層ビルを建設すると同時に「第1号館」を「三菱一号館」としてレプリカ再建する「三菱商事ビル・古河ビル・丸ノ内八重洲ビル建替計画」を発表。
- 2005年（平成17年） - 日本建築家協会は「丸ノ内八重洲ビルヂング」の保存要望書を三菱地所に提出。
- 2006年（平成18年）
  - 3月 - 三菱地所は丸の内2-1地区における再開発について都市再生特別措置法に基づく都市計画提案[22]。
  - 7月 - 三菱地所は「丸ノ内八重洲ビルヂング」・「古河ビルヂング」・「三菱商事ビルヂング」の解体工事に着手。
  - 8月22日 - 東京都は丸の内2-1地区における「三菱商事ビル・古河ビル・丸ノ内八重洲ビル建替計画」について100パーセントの容積率ボーナスを認める都市再生特別地区としての都市計画を決定告示[22]。
  - 11月20日 - 国土交通省は丸の内2-1地区における「三菱商事ビル・古河ビル・丸ノ内八重洲ビル建替計画」について都市再生特別措置法に基づく民間都市再生事業計画に認定[24]。
- 2007年（平成19年）10月 - 「三菱一号館」着工。
- 2009年（平成21年）4月30日 - 「三菱一号館」竣工。
- 2010年（平成22年）4月6日 - 「三菱一号館美術館」正式開館。

## 脚註
1. ↑  NHK総合テレビ2010年10月14日放送、ブラタモリ「丸の内」にて、番組テロップ「日本で最初のオフィスビル 当時 会社や銀行が入っていた」より。
2. 1 2  9076 旧三菱一号館の復元 その1 : 復元の根拠史料について(保存・保存手法:事例(2), 建築歴史・意匠) 学術講演梗概集. F-2, 建築歴史・意匠 2006, 151-152頁、2006年7月31日、日本建築学会, NAID 110006329219。
3. ↑  “Kensetsu Plaza”. 2023年6月4日閲覧。
4. 1 2  丸ビル改築計画(企業とオフィス戦略)(<特集>日本のオフィス) 建築雑誌 112(1405), 24-28頁、1997年4月20日、日本建築学会, NAID 110003804687。
5. 1 2 3 4 5 6 7  建築雑誌 1968年5月号 日本建築学会[リンク切れ]
6. 1 2  『丸の内百年のあゆみ-三菱地所社史』 上巻213-216頁
7. 1 2 3  『丸の内百年のあゆみ：三菱地所社史』 上巻106-124頁
8. 1 2  『丸の内百年のあゆみ-三菱地所社史』 資料・年表・索引186頁
9. ↑  『丸の内百年のあゆみ-三菱地所社史』 上巻494
10. 1 2  丸の内建築図集 2020.
11. ↑  建築雑誌 1960年11月号 日本建築学会[リンク切れ]
12. ↑  『丸の内百年のあゆみ-三菱地所社史』 上巻196-198頁、資料・年表・索引186頁
13. 1 2 3 4 5 6 7 8 9  建築雑誌 2010年1月号 日本建築学会[リンク切れ]
14. ↑  『丸の内百年のあゆみ：三菱地所社史』 下巻196-198頁
15. 1 2  旧三菱一号館の復元 その3 : 施工の概要(保存(1),建築歴史・意匠) 学術講演梗概集、F-2、建築歴史・意匠 2009、313-314頁、2009年7月20日 日本建築学会, NAID 110007981848。
16. 1 2 3 4  9374 旧三菱一号館の復元 その2 : 復元設計の概要(保存:事例・技術(2),建築歴史・意匠) 学術講演梗概集. F-2, 建築歴史・意匠 2008, 747-748頁、2008年7月20日、日本建築学会, NAID 110007071838。
17. ↑  丸の内再構築が 「拡がり」「深まる」／「第2ステージ」へ「三菱商事ビル・古河ビル・丸ノ内八重洲ビル建替計画」の着手決定 三菱地所ニュースリリース 2004年3月30日付、2011年4月1日閲覧
18. ↑  丸の内再構築「第2ステージ」の第1弾プロジェクト～ 三菱商事ビル・古河ビル・丸ノ内八重洲ビル建替計画について 三菱地所ニュースリリース 2006年6月1日付、2011年4月1日閲覧
19. ↑  丸の内再構築「第2ステージ」の第1弾プロジェクト-『丸の内パークビルディング』・『三菱一号館』建物名称決定,並びに着工のお知らせ 三菱地所ニュースリリース 2007年2月1日付、2011年4月1日閲覧
20. ↑  「丸の内パークビルディング」・「三菱一号館」が4月30 日（木）に竣工～三菱地所の丸の内再構築第2ステージ第1弾プロジェクト～ 三菱地所ニュースリリース 2009年4月27日付、2011年4月1日閲覧
21. ↑  2011年2月11日閲覧
22. 1 2 3  都市再生特別措置法の適用状況 東京駅・有楽町駅周辺地域 都市再生本部、2011年3月19日閲覧
23. ↑  「丸の内八重洲ビル」の保存活用に関する要望書 日本建築家協会 2005年10月11日付、2011年4月1日閲覧
24. ↑  民間都市再生事業計画の認定一覧（国土交通大臣認定） 都市再生本部、2011年3月19日閲覧